# 村岡啓介 Re:Fresh!
『村岡啓介 Re:Fresh!』（むらおかけいすけリ:フレッシュ!）はSTVラジオで2021年3月29日から2022年3月21日まで放送されていたラジオの生ワイド番組。
2020年11月から2021年3月28日まで放送された『村岡啓介 フリースタイルサンデー』の放送枠を、月曜の夕方から夜の時間帯に移したうえで、リニューアルしたもので、1週間の始まりの月曜日に「一服の清涼剤となるような爽快感とゆったりした感じ」を両立させた、新感覚の生ワイド番組。2022年2月28日の放送回エンディングにて、3月21日で番組終了することが発表され、村岡は引き続きリクエストプラザの水曜日を担当することになった。

## 放送時間
- 毎週月曜日 17:55 - 20:00（2021年3月29日 - 2021年10月18日）
- 毎週月曜日 18:00 - 20:00（2021年10月25日 - 2022年3月21日）[2]

## 出演者

### パーソナリティ
- 村岡啓介（FMおたる・パーソナリティ）
- 佐々木美波（STVアナウンサー）
- 油野純帆（STVアナウンサー）
  - 2022年3月7日、佐々木の休暇代理

## 番組内コーナー
プレミアム・マンデー
パーソナリティの村岡がいろんなジャンルの文化について触れる。
村岡さん
北海道内にある「村岡」または「村」に関する人に話を聞く。
レコード室の記憶
STVのレコード室に保管されているレコードを紹介する。
みなみズム
パーソナリティの佐々木が等身大の主張を行う。BGMは DEPAPEPE「PaPaPa」
村岡コラム
パーソナリティの村岡が、あるテーマを取り上げて主張を展開する。
道路交通情報
佐々木アナが、最新の交通情報を伝える。
気象情報
村岡と日本気象協会スタッフが、掛け合いのもと、最新の気象情報を伝える。